# Círculo arterial cerebral
O polígono de Willis ou círculo de Willis (também chamado de círculo arterial cerebral ou círculo arterial de Willis) é um círculo de artérias que suprem o cérebro. Foi nomeado em homenagem a Thomas Willis (1621-1673), médico inglês.

## Componentes
- Artéria cerebral anterior (esquerda e direita)
- Artéria comunicante anterior
- Artéria carótida interna (esquerda e direita)
- Artéria cerebral posterior (esquerda e direita)
- Artéria comunicante posterior (esquerda e direita)

A artéria basilar e a artéria cerebral média, apesar de irrigarem o cérebro, não são consideradas parte do polígono.

## Importância fisiológica
O arranjo das artérias no Polígono de Willis cria uma redundância na circulação cerebral. Se uma parte do círculo estiver bloqueada ou estreitada (estenose), ou se uma das artérias que suprem o polígono está estreitada ou bloqueada, o fluxo sanguíneo dos outros vasos sanguíneos pode muitas vezes preservar a perfusão cerebral o suficiente para evitar sintomas de isquemia.

## Variação anatômica

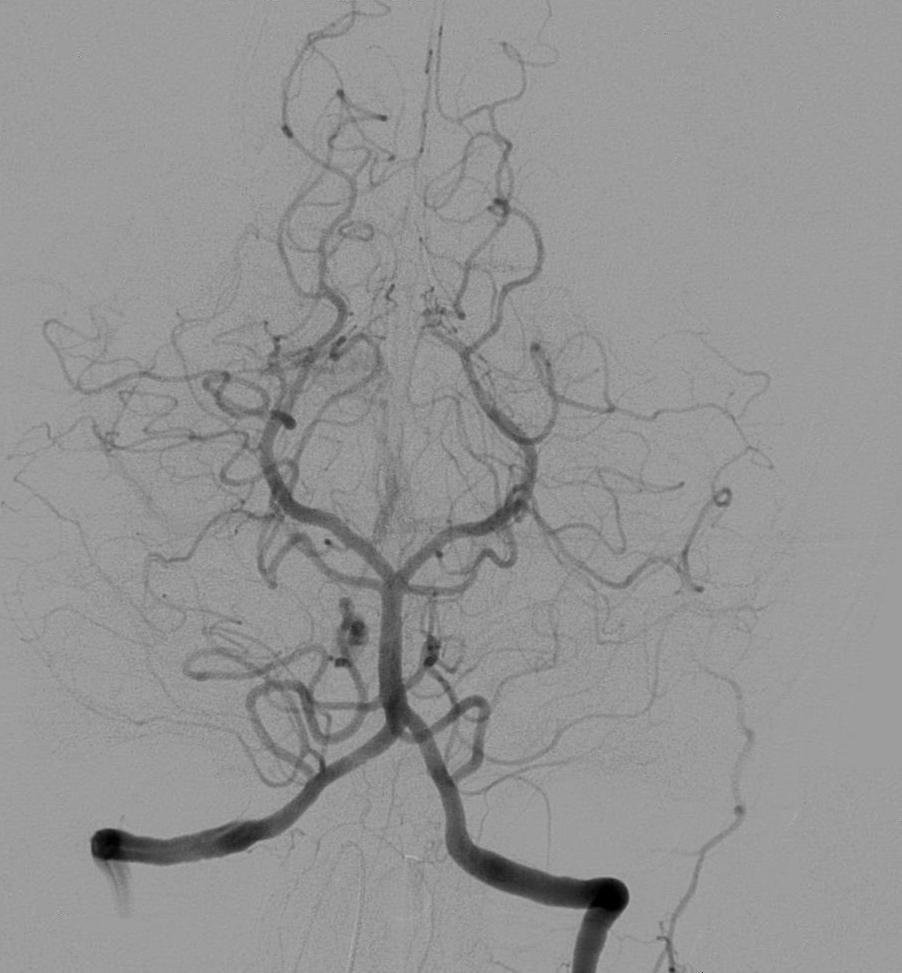
Angiografia cerebral, injeção na artéria vertebral esquerda, com fluxo retrógrado na artéria vertebral contralateral, na artéria basilar e na artéria comunicante posterior. A circulação cerebral posterior pode ser vista, incluindo a parte posterior do Círculo de Willis.

Existe considerável variação anatômica no Polígono de Willis. A versão encontrada nos livros, baseada numa série de 1413 cérebros, só é vista em 34,5% dos casos.

## Origem das artérias
As carótidas internas direita e esquerda originam-se das artérias carótidas direita e esquerda.
As artérias cerebrais anteriores e médias e as artérias comunicantes posteriores originam-se na trifurcação da artéria carótida interna.
As artérias cerebrais posteriores direita e esquerda originam-se da artéria basilar, que é formada pelas artérias vertebrais direita e esquerda. As artérias vertebrais, por sua vez, origina-se nas artérias subclávias.
A artéria comunicante anterior conecta as duas artérias cerebrais anteriores.

## Imagens adicionais

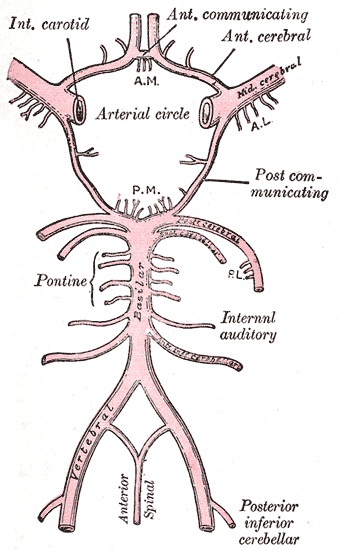
Representação esquemática do círculo de Willis.